# Schoenus variicellae
Schoenus variicellae är en halvgräsart som beskrevs av Barbara Lynette Rye. Schoenus variicellae ingår i släktet axagssläktet, och familjen halvgräs. Inga underarter finns listade i Catalogue of Life.